# Rühle (Meppen)
Rühle is een plaats in de Duitse gemeente Meppen, deelstaat Nedersaksen, en telt, volgens de website van de gemeente Meppen, 1.350 inwoners (31 december 2020).
Rühle is zeer oud en ligt aan dezelfde middeleeuwse handelsroute als Gross Fullen.

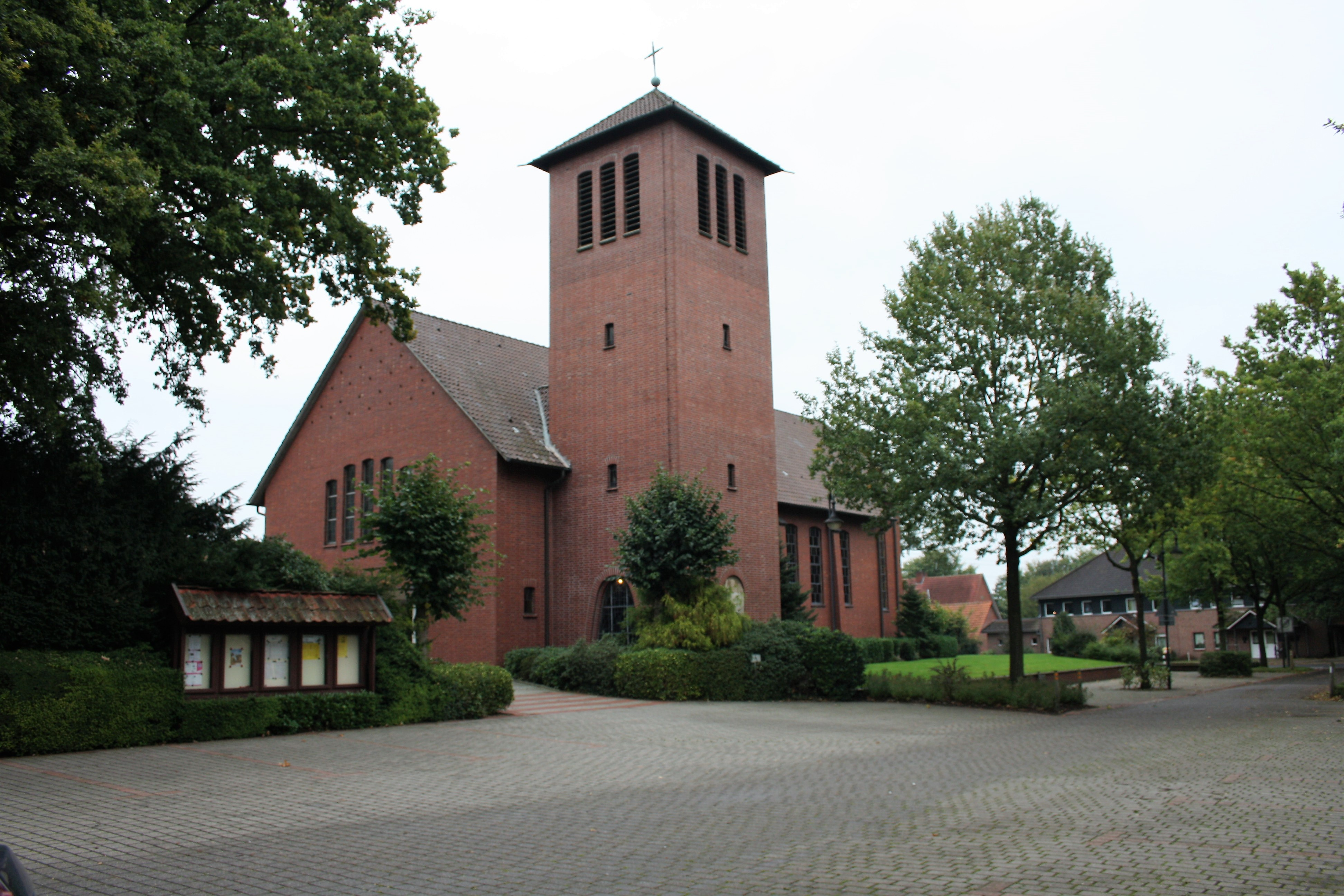
De R.K. Franciscus- Xaveriuskerk te Rühle (1960)

Het dorp heeft een zeer actief verenigingsleven. De hengelsportclub en de plaatselijke schutterij staan, naast de rooms-katholieke kerk, in het centrum van het dorpsleven. De schutterij heeft zelfs met eigen middelen in het dorp een klein gemeenschapshuis gebouwd, met sport- en muziekfaciliteiten, en heeft van de gemeente de taak van integratie van nieuwe dorpsbewoners overgenomen.
Voor meer, ook historische, informatie wordt naar de website van de gemeente Meppen verwezen (zie link in het kader onder : Website).